# Яхья бин Мухаммед Хамид-ад-Дин
Яхья бен Мухаммед Хамид-ад-Дин (араб. يحيى بن محمد حميد الدين‎; 18 июня 1869, Сана — 17 февраля 1948, около Саны) — государственный деятель Йемена, имам шиитской секты зейдитов с 1904 года, правитель независимого Йеменского королевства (северная часть современного Йемена) с 1918 года.
Яхья укрепил свою власть благодаря ослаблению Османской империи в конце Первой мировой войны и установил авторитарный режим на подконтрольных территориях. Победы над османами, в том числе битва при Шахре в 1905 году, укрепили позиции имама как одного из лидеров сопротивления османской власти. Яхье удалось стабилизировать молодое государство — Северный Йемен и добиться его признания в качестве полностью независимого государства. В 1926 году он получил поддержку Италии, которая гарантировала его суверенитет. Столкнувшись с возвышением саудовского государства, в 1934 году король Яхья вёл короткую войну против саудовского короля Ибн Сауда. Имам Яхья отказался от притязаний на спорные пограничные районы — Асир, Джизан и часть Неджрана, а Ибн Сауд возвратил оккупированные в ходе войны йеменские территории.

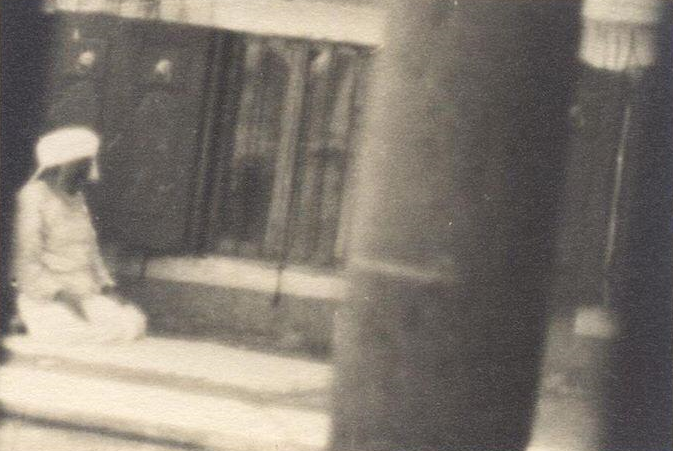
Фотография молящегося Имама Яхьи, сделанная Зеки Кирамом, предположительно без ведома Яхьи, во время пребывания Кирама во дворце.

Король Яхья был убит 17 февраля 1948 года, но мятежники были разбиты его сыном Ахмедом, который стал новым йеменским монархом.

## Биография

### Имам Йемена
Яхья родился в знатной зейдитской семье в Сане в 1869 году. Став зейдитским имамом в 1904 году после смерти своего отца, также имама, Яхья возглавил восстание местных племён против Османской империи; 20 апреля 1905 года возглавляемые им отряды сумели захватить крупнейший город региона Сану и удерживали его в течение шести месяцев, захватив также ряд других городов. Несмотря на ряд успехов, турецкие войска так и не смогли окончательно подавить это восстание, и 27 октября 1911 года в Данне король Яхья заключил договор с турецким султаном (оттоманскую делегацию возглавлял Ахмед Иззет Фургач), который даровал части османского Йемена внутреннюю автономию. 22 сентября 1913 года этот договор был подтверждён специальным фирманом султана. По данному договору, османы признали власть имама Яхьи над контролируемыми зейдитами частями Йемена. Однако, в это время Яхье не удалось навязать свою власть другими вождями племен в регионе. На подконтрольных ему территориях Яхья установил авторитарную власть.

### Провозглашение независимости Йемена
После поражения Османской империи в Первой мировой войне 30 октября 1918 года имам Яхья провозгласил независимость страны. Вокруг него объединились представители крупных феодальных семей и шейхи племен Джебеля, для которых имамы на протяжении веков являлись духовными и политическими авторитетами.
14 октября он вступил со своими отрядами в Сану, а через три дня провозгласил себя королём Йемена. При этом он старался привлечь на свою сторону всех бывших османских чиновников, которые соглашались присягнуть ему на верность. В 1919 году усилиями Яхьи была создана армия королевства.
В 1919 году провозгласивший себя королём Йемена Яхья бен Мухаммед Хамид-ад-Дин окончательно разорвал вассальные отношения с Турцией.

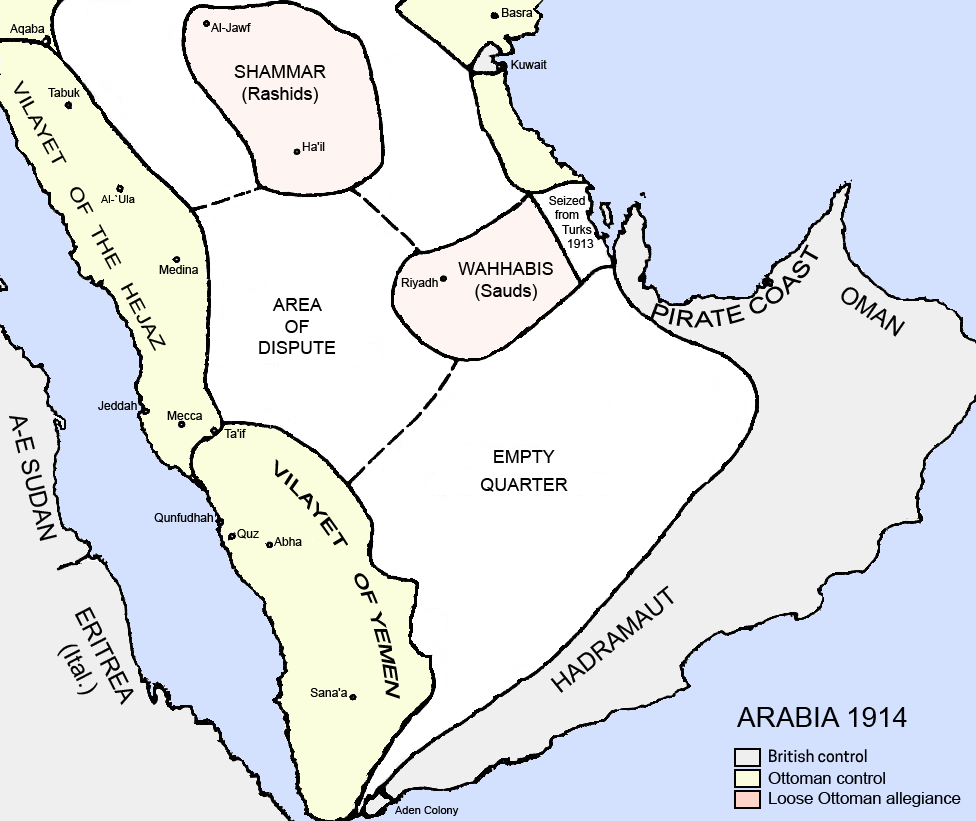
Карта Аравии в 1914 году.

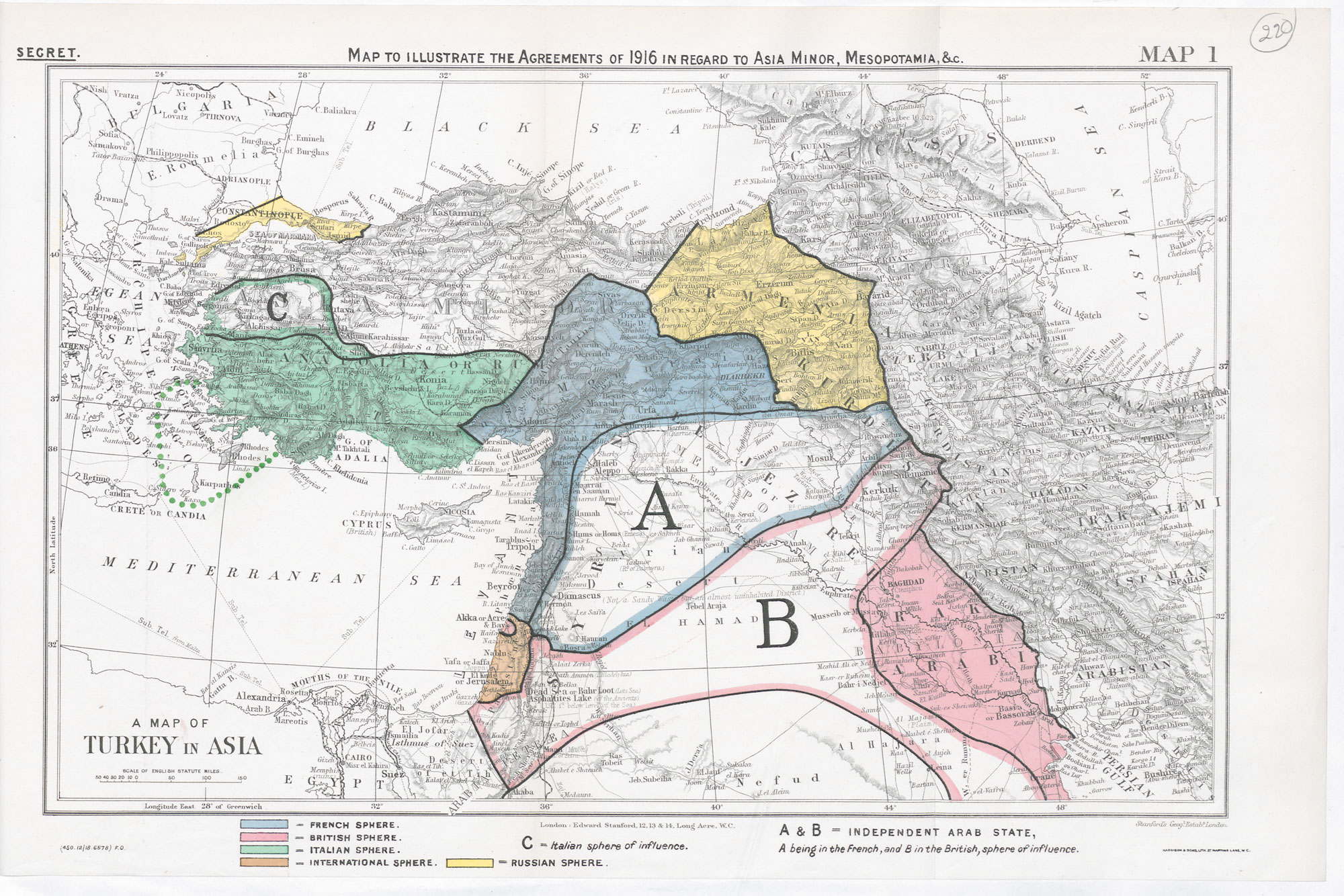
Соглашение Сайкса — Пико.

Название Йеменское Мутаваккилийское Королевство страна получила в 1920 году.
Государство Яхьи, занимавшее в то время горный Йемен, стало центром объединительного движения йеменских племен. Имам Яхья также развернул активную кампанию по укреплению йеменской государственности, объединив племена Северного Йемена и подавляя восстания сепаратистов в 1922–1923 годах, и проводил курс на международное признание Йемена.
В 1925 была освобождена Ходейда и остальная территория Тихамы..

## Объединение Йемена под властью имама Яхьи
Сокрушительное поражение Османской империи в первой мировой войне привело к разделу территории некогда огромной державы. Условия Мудросского перемирия, подписанного 30 октября 1918 г., распространялись и на территорию Северного Йемена, представлявшего тогда Йеменский вилайет. Статья 16 данного документа предусматривала, в частности, полную капитуляцию перед союзниками всех турецких войск и ликвидацию османской администрации в бывших арабских вилайетах Османской империи, в том числе в Асире и Йемене.
Наиболее сильной и влиятельной личностью, претендовавшей на политическую власть в Йемене, был имам Яхья, вокруг которого объединились представители крупных феодальных семей и шейхи племен Джебеля, для которых имамы на протяжении веков являлись духовными и политическими авторитетами. Более того, Яхья с первых лет своего избрания имамом в 1904 г. вел военные действия с османами за независимость Йемена и к концу первой мировой войны стал признанным лидером освободительного движения в горном Йемене. Яхья считался умелым военачальником, опытным политическим деятелем и администратором. Росту его популярности способствовали и предпринимаемые им в период османского владычества акции, направленные на укрепление своей власти в контролируемых им районах.
Успехи движения имама Яхья по созданию независимого централизованного государства пошатнули британское господство в регионе. Лишь ценой больших усилий Лондону удалось удержаться в Южном Йемене.
Сложившаяся политическая ситуация после подписания Мудросского перемирия была расценена имамом Яхьей как подходящий момент для установления верховной власти над всей страной. С этой целью он покинул свою резиденцию в Шихаре, которая располагалась в труднодоступном горном районе, и направился в Сану. По договоренности с Махмудом Надим-беем и с согласия шейхов племен, расположенных в окрестностях Саны, имам Яхья торжественно вступил в столицу, где он был радушно встречен жителями города. Бывший вали Саны передал Яхье военное снаряжение, принадлежавшее османам, признав тем самым имама Яхью правопреемником османской администрации в Йемене.
Другим претендентом на верховную власть в Йемене выступила семья аль-Идриси — эмиров Южного Асира, административного округа бывшего Йеменского вилайета Османской империи. Глава семьи эмир Мухаммад ибн Али аль-Идриси пользовался как поддержкой знатных семей Тихамы, так и шейхов некоторых племен. С начала XX в. эмир вел военные действия против османских войск в Южном Асире. С 1911 г. семья аль-Идриси в своих антиосманских выступлениях пользовалась военной и финансовой поддержкой Италии.
Кроме имама Яхьи и семьи аль-Идриси, которые на тот момент считались двумя основными претендентами на верховную власть в Йемене, также имелось довольно много шейхов крупных и мелких племен, преследовавших в таких сложных условиях свои личные интересы. Они пытались дистанцироваться как от имама Яхьи, так и от эмира аль-Идриси и сохранить независимость в своих действиях. Кроме того, они вели постоянные войны с соседними племенами за расширение своих владении. Наибольших успехов среди них достигли шейхи племени аз-зараник из Тихамы, которые в начале первой мировой войны пользовались поддержкой Лондона и Рима.
После эвакуации османских войск с юга Аравийского полуострова, английские военные части, располагавшиеся в Адене, продвинулись на север от Лахеджа. Используя в качестве предлога тот факт, что некоторые османские войска, находившиеся к концу войны на территории аденских протекторатов, не сдались англичанам, а присоединились к отрядам имама Яхьи, англичане заняли территорию значительно севернее линии, которая была установлена англо-турецким соглашением 1905 г. В йеменской Тихаме британцы оставили под своим контролем город Ходейду. Оккупация этого города нарушила естественную связь внутренней области страны — Джебеля с прибрежными районами Тихамы, прервался путь, через который осуществлялась значительная часть внешней торговли Йемена. В январе 1921 г. англичане передали Ходейду эмиру Мухаммеду аль-Идриси .
Имам Яхья категорически отказался признать все ранее заключенные между Османской империей и Великобританией договоры, касающиеся распределения сфер влияния на Аравийском полуострове, и потребовал возвращения всех захваченных англичанами и аль-Идриси территорий, которые он считал неотъемлемой частью исторического Йемена. В этом вопросе Яхью поддерживали большинство зейдитских племен Джебеля.
Английские колониальные власти в Адене расценивали имама Яхью как основного противника в борьбе за утверждение своего господства в этом важном районе Аравийского полуострова, и поэтому они всеми средствами стремились помешать ему осуществить намеченный им политический курс и создать централизованное йеменское государство. К концу 1918 г. британцы, при поддержке своих войск и с помощью племенных ополчений своих союзников — асирского эмира Мухаммеда аль-Идриси и хиджазского шерифа Хусейна — блокировать горный Йемен. Захватив значительную часть йеменской Тихамы, они стали провоцировать беспорядки внутри племен, населявших горные и прибрежные районы, разжигать племенную вражду. Британцы пытались подбодрить племена на сепаратистские выступления против имама Яхьи. Одновременно Великобритания развернула дипломатическую борьбу против своих соперников на Аравийском полуострове — Италии и Франции, которые тоже претендовали на сферы влияния на территории бывшей Османской империи.
В августе 1919 г. из Ходейды в Сану для переговоров с имамом Яхьей выехал английский подполковник Гарольд Ф. Джейкоб, который от Лондона получил четкие инструкции: добиться согласия имама на признание существующих территориальных границ на юге Аравийского полуострова, прежде всего в отношении границы между складывающимся йеменским государством и британским протекторатом Аден, а также на предоставление Великобритании ряда экономических привилегий, что в конечном итоге позволило бы британцам включить Йемен в сферу своего политического, экономического и военного влияния. Однако данная миссия потерпела неудачу.
Несостоявшаяся встреча с полковником Джейкобом дала повод имаму Яхье возобновить военные действия против английских войск. Имам скептически относился к мирному урегулированию спорных вопросов, поэтому он отдал приказ поддерживавшим его племенам, сосредоточенным на йеменско-аденской границе, начать наступление на Аден. В ноябре 1919 г. отряды имама Яхьи вместе с турецкими подразделениями, отказавшимися капитулировать, и южнойеменскими племенами установили свой контроль над четырьмя районами Западного аденского протектората.

### Внешняя политика
Йемен был одним из основателей Лиги арабских государств в марте 1945 года, а в сентябре 1947 года Йемен был принят в Организацию Объединенных Наций.
Первым международным договором стал Договор Йеменского королевства с Италией, подписанный в 1926 году в Сане. Италия признала независимость Йемена и королевский титул Яхьи. В 1937 году Итало-йеменский договор был продлён.
В 1928 году Яхья также заключил Договор о дружбе и торговле с СССР. 
|                                                                                   |  |
| Дар аль-Хаджар — летняя резиденция имама Яхья в Сане, построенная в 1930-х годах. |  |

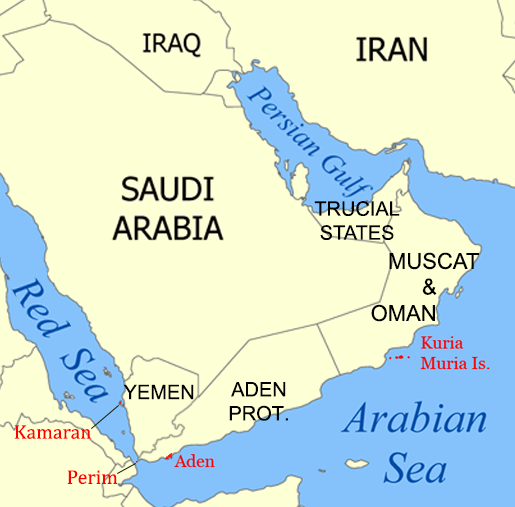
Карта региона в 1937 году.

В 1934 году произошёл военный конфликт Йемена с Саудовской Аравией по вопросу спорных территорий. В итоге армия имама была разбита, да и саудовские войска заняли город Ходейда на побережье Красного моря. Войну между двумя аравийскими государствами пытались использовать в своих интересах Великобритания и Королевство Италия. Вскоре после занятия Ходейды саудовскими войсками там появились английские, итальянские и французские корабли. Итальянское правительство заявило о своей поддержке Йемена, а Великобритания, формально соблюдавшая нейтралитет, вела переговоры с саудовцами о приостановлении их дальнейшего продвижения по йеменской территории.

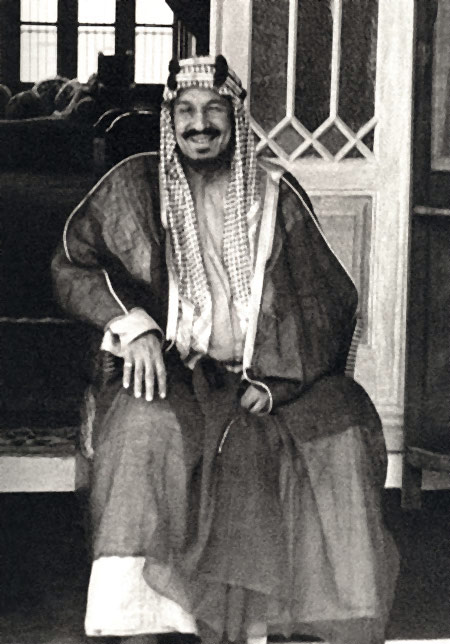
Король Саудовской Аравии Абдул-Азиз ибн Абдуррахман Аль Сауд

23 июня 1934 года Саудовская Аравия и Йемен подписали мирное соглашение (Таифский договор), завершившее войну между двумя странами. Имам Йемена Яхья отказался и от притязаний на спорные пограничные районы — Асир, Джизан и часть Наджрана.
В 1946 году произошли столкновения между отрядами йеменских племен и армейскими частями аденских протекторатов, которые находились под командованием английских офицеров.
В мае 1946 года был подписан первый американо-йеменский договор «о дружбе, торговле и мореплавании», установлены дипломатические отношения между двумя страмами, в Таизе открыта миссия США, а в 1947 году — йеменское представительство в Вашингтоне.

### Внутренняя политика
Во внутренней политике Яхья проводил курс на укрепление собственной абсолютной власти, которая была одновременно светской и духовной; имея 14 сыновей, он предпочитал ставить их во главе различных ведомств страны для лучшего контроля над делами. Так, принц Ахмед стал губернатором Таиза. Несмотря на поддержку фактически феодальных порядков и культурную изоляцию от внешнего мира, Яхья способствовал и ограниченной модернизации страны: при нём несколько йеменцев были впервые отправлены за границу на обучение, при нём же появились первые торговые компании в Йемене. Во внешней политике имам придерживался нейтралитета и антизападных настроений; в 1945 году поддержал создание Лиги арабских государств.
С 1934 года до своего убийства в 1948 году король Яхья перенаправил свою энергию на укрепление своей власти внутри страны и создание жизнеспособного центрального правительства, подотчетного ему лично. С этой целью контроль над внутренними районами был усилен созданием постоянной армии и назначением своих сыновей губернаторами ключевых провинций. Более жесткий контроль над делами в Сане был обеспечен за счет расширения административных функций и назначения других сыновей руководителями старых и новых политических институтов. Режим Яхьи отправил за границу первых студентов Йемена: военных курсантов в Ирак в 1930-х годах и гражданских студентов («знаменитые сорока») в Ливан в конце 1940-х годов. Была предпринята попытка ввести какое-то направление в зарождающуюся национальную экономику путем создания йеменской торговой компании. Но даже с этими изменениями Йемен при Яхье оставался полуфеодальным государством, в котором даже самые простые меры требовали его личного одобрения.
С целью получения опыта по модернизации государственного аппарата, имам Яхья направил в группу чиновников Ирак, который тогда был более развитым, чем Йемен.

### Режим короля Яхьи ийеменские евреи
Имам Яхья издал ряд указов, регулирующий древнюю еврейскую общину Йемена. Так, например, евреи не должны были обсуждать религиозные вопросы с мусульманами; они не должны были заниматься ростовщичеством и т.д.. Несмотря на это, имам Яхья вызывал восхищение у евреев Йемена, считавших его своим покровителем и защитником.
Имаму Яхье удалось положить конец состоянию анархии, беззакония и насилия, которое разрывало страну и причинило огромные страдания ее жителям, включая евреев. Во время его долгого правления евреи пользовались относительно благоприятными условиями и в целом поддерживали имама.
Ранее, в 1906 году, евреи Саны вышли в полном составе, чтобы приветствовать имама, который вернулся в город после того, как турки временно покинули его. Однако к 1922 году в ответ на давление извне имам Яхья издал указ, запрещавший эмиграцию йеменских евреев. Хотя запрет на эмиграцию оставался официальной политикой государства до 1949 года, евреи смогли обойти его политику, тайком переправляясь в британский протекторат Аден. В начале 1940-х годов имам Яхья не обращал внимания на еврейскую эмиграцию, не запрещая и не разрешая официально, а давая свое негласное согласие на отъезд евреев из Саны и других поселений центрального Йемена.
Во время своего правления имам Яхья утвердил старый указ, запрещавший евреям строить дома выше домов мусульман.
Имам назначил Яхью Исаака Халеви одним из четырех представителей еврейской общины, ответственным за доведение государственных дел до его общины и сбор ежегодного подушного налога, должность, которую он занимал до своей смерти в 1932 году. После убийства имама в 1948 году эмиграционная политика короля продолжилась при его сыне Ахмеде.

## Оппозиция режима Яхьи
Деятельность «свободных йеменцев» как в эмиграции (прежде всего в Адене), так и на родине вызывала беспокойство правящей верхушки. Попытка имама Яхьи договориться с лидерами оппозиции и убедить их вернуться в страну оказалась безуспешной. Более того, в конце 1946 г. оппозиционеры получили неожиданное подкрепление: в Аден эмигрировал девятый сын имама, принц Ибрагим, ставший активным участником движения. Осенью 1947 г. «свободные йеменцы» достигли соглашения о совместной борьбе против режима Саны с представителями влиятельного семейства аль-Вазиров — многолетним претендентом на управление имаматом. Их поддержали некоторые феодальные роды, шейхи племен, улемы, военные.

### Переворот 1948 годаи убийство короля Яхьи
17 февраля 1948 года Яхья недалеко от столицы был застрелен наёмным убийцей в результате заговора. 20 февраля 1948 г. в каирских газетах появилось сообщение о государственном перевороте в Йемене. Повстанцы убили короля-имама Яхью, трех его сыновей и премьер-министра Ибрагим бен Яхья Хамидаддина, захватили королевский дворец и правительство. Это был заглавный эпизод переворота семьи аль-Вазири.
По некоторым данным, имам Яхья был проинформирован о заговоре против него, и он собирался покинуть Сану вместе с сыновьями, но заговорщики опередили его.
По одной из версий, убийство короля Яхьи было связано с англо-американской борьбой. Король Яхья проявлял тенденцию к сближению с американцами и он был «устранен» английскими агентами; однако вскоре произошел переворот, приведший к свержению британских ставленников.
Эта новость шокировала как Лигу арабских государств, так и все мусульманские правительства. Король Иордании Абдалла I ибн Хусейн сравнил его смерть со смертью третьего халифа Усмана.
19 февраля сын имама Яхьи принц Сейф аль-Ислам Абдулла покинул Лондон, по всей видимости, не зная, что смерть его отца была уже подтверждена сообщениями из Каира.

## Король Яхья глазами современников
Сэр Гилберт Фолкингэм Клейтон, который посетил короля Яхью в Сане в 1925 году в попытке завоевать его расположение, во время своего недолгого пребывания в столице, был впечатлён администрацией этого правителя, его военной подготовленностью и организованностью.
Подполковник Гарольд Ф. Джейкоб, описывая короля Яхью записан: «Имам Яхья  – сильный правитель. Его неприкосновенность как первосвященника секты зейдитов и его происхождение из семьи Пророка добавляет престижа, завоеванного его добрым правлением. Его методы патриархальны и гуманны. Его единственное хобби – Йемен».

## Семья
У короля Яхьи было 14 сыновей:
- Имам Ахмед
- Мохаммед Аль-Бадер
- Аль-Хасан
- Аль-Хуссейн
- Али
- Аль-Мотахар
- Аль-Кассим
- Абдулла
- Ибрагим
- Исмаил
- Аль-Аббас
- Яхья
- Аль-Мохсин
- Абдул-Рахман[73][74][75].